# Zardakhach
Zardakhach (in armeno Զարդախաչ?, in azero Zardaxaç, anche Zardakan, Dzardakhach’ o Zardakhach’) è una piccola comunità rurale del distretto di Kəlbəcər, in Azerbaigian, fino al 2024 appartenente alla regione di Martakert nella repubblica dell'Artsakh (già repubblica del Nagorno Karabakh).
Il paese, che nel 2005 contava poco più di cento abitanti, si trova poco a nord della sponda sinistra del bacino idrico di Sarsang, a metà strada tra Getavan e Haterk.